# Министерство энергетики Украины
Министерство энергетики Украины — государственный орган исполнительной власти Украины с 19 июня 2020. Деятельность которого направляется и координируется Кабинетом министров Украины. Министерство возглавляет Министр энергетики Украины, которого назначает на должность Верховная Рада Украины в установленном законодательством порядке.

## Статус
Министерство энергетики Украины обеспечивает формирование и реализует государственную политику в электроэнергетическом, ядерно-промышленном, угольно-промышленном, торфодобывающей, нефтегазовом и нефтегазоперерабатывающих комплексах; формирование и реализацию государственной политики в сфере эффективного использования топливно-энергетических ресурсов, энергосбережения, возобновляемых источников энергии и альтернативных видов топлива (кроме обеспечения энергоэффективности зданий и других сооружений) и в сфере надзора (контроля) в области электроэнергетики и теплоснабжения. 

## Бывшие названия
- 1991—1995 — Министерство охраны окружающей природной среды Украины;
- 1995—2000 — Министерство охраны окружающей природной среды и ядерной безопасности Украины;
- 2000—2003 — Министерство экологии и природных ресурсов Украины;
- 2003—2010 — Министерство охраны окружающей природной среды Украины;
- 2010—2019 — Министерство экологии и природных ресурсов Украины;
- 2019—2020 — Министерство енергетики и защиты окружающей среды Украины.

## Нынешние названия — бывшего Министерства энергетики и защиты окружающей среды Украины
- 2020— н.в.;— Министерство энергетики Украины.
- 2020— н.в.   Министерство экологии и природных ресурсов Украины;

## Подчинённые органы[1]
- Государственная экологическая инспекция Украины
- Государственное агентство Украины по управлению зоной отчуждения
- Государственная служба геологии и недр Украины
- Государственное агентство водных ресурсов Украины

## Министр и заместители
- Министр — Герман Галущенко с 29 апреля 2021.
- Государственный секретарь министерства (и. о.) — Михаил Томахин с 15 сентября 2019
- Первый заместитель министра — Виталий Шубин с 9 октября 2019.
- Заместители министра — Ирина Ставчук[укр.] с 29 сентября 2019
- Заместитель министра по вопросам европейской интеграции — Константин Чижик с 9 октября 2019.